# The Settlers III
The Settlers III (tysk: Die Siedler III) er et real-time strategy computerspil udviklet af Blue Byte Software, er den anden efterfølger til The Settlers, som gør det til det tredje spil i The Settlers-series. Det blev udgivet d. 30. november 1998.
Den mest bemærkelsesværdige forskel mellem dette spil og sine to forgængere er, at der ikke er flere veje - alle enheder, herunder luftfartsselskaber med varer, kan gå frit omkring.

## Udvikling
The Settlers III blev annonceret i april 1998 med en dato potentiel overgang til september samme år. Spillet ville have opdateret grafik fra The Settlers II, et nyt kampsystem, og online support, herunder en dedikeret server placeret i Storbritannien.

## References
1. 1 2  "Can you stomach it?". PC Zone (62): 15. april 1998. ISSN 0967-8220. OCLC 173325816. {{cite journal}}: |access-date= kræver at |url= også er angivet (hjælp)